# Танцоры (фильм)
«Танцоры» (англ. Dancers) — художественный фильм в жанре драмы американского режиссёра Герберта Росса, вышедший на экраны в 1987 году. В главной роли снялся Михаил Барышников.

## Сюжет
Антон (Тони) Сергеев, звезда русского балета, участвует в съёмках киноверсии знаменитой «Жизели», проходящих в Италии. Он флиртует с молодой балериной Лизой Стрессер, но вскоре начинает понимать, что их отношения повторяют сюжет балета «Жизель».

## В ролях
| Актёр              | Роль                 |
| ------------------ | -------------------- |
| Михаил Барышников  | Антон «Тони» Сергеев |
| Алессандра Ферри   | Франческа            |
| Лесли Браун        | Надин                |
| Виктор Барби       | Вейд                 |
| Джули Кент         | Лиза                 |
| Марианджела Мелато | Контесса             |
| Джанмарко Тоньяцци | Гвидо                |
| Линн Сеймур        | Мюриэль              |

## Критика
Фильм получил преимущественно негативные оценки кинокритиков.